# Július Satinský
Július Satinský (Bratislava, 20 de agosto de 1941 - Ib., 29 de diciembre de 2002) fue un actor, showman, cómico y escritor eslovaco. 
Estudió artes escénicas en la Academia de la Música y las Artes Escénicas de Bratislava. Comenzó a actuar con Milan Lasica en 1959, con quien formaba un dúo cómico. Actuaban en el teatro Divadlo na Korze (presently Astorka Korzo 90´) hasta finales de los años 1960. El dúo fue prohibido en la región eslovaca de Checoslovaquia y comenzaron actuar el la ciudad checa de Brno. 
Entre 1972 y 1978, Satinský fue miembro de un conjunto musical y entre 1978 y 1980 de las compañías escénicas de los teatros Nová scéna y Korzo 90 en Bratislava.
En 1982, se les permitió actuar de nuevo juntos y se establecieron en el teatro Štúdio S, del que Lasica era director.
Satinský no era sólo conocido como actor, sino también por sus intervenciones en radio y televisión, en las que discutía sobre la democracia y la sociedad civil. También se le conoce por la publicación de las memorias de su infancia y sus años de estudiante en Bratislava y por sus panfletos. 
En enero de 2002, recibió el premio estatal Cruz Pribina de Primera Clase por sus contribuciones al arte eslovaco y su defensa a la sociedad civil. 

## Obras principales
Sketches:
- Večery pre dvoch (Tardes para dos)
- Soiré
- Nikto nie je za dverami (Nadie está detrás de la puerta)

Películas:
- S tebou mě baví svět (Disfruto del mundo contigo)
- Vesničko má středisková (Mi pueblito)
- Utekajme, už ide [a film in Slovak] (Corramos, se acerca)

Panfletos humorísticos
- Moji milí Slováci (Mis queridos eslovacos, 1992)

- Datos: Q562897
- Multimedia: Július Satinský / Q562897